# Ollie tuti tatyója
Az Ollie tuti tatyója (eredeti cím: Ollie's Pack) 2020 és 2021 között vetített kanadai 2D-s számítógépes animációs akció–vígjáték sorozat, amelyet Pedro Eboli, Graham Peterson és Mark Satterthwaite alkotott.
Amerikában 2020. április 6-án mutatta be a Nickelodeon. Kanadában 2020. szeptember 5-én mutatta be a YTV. Magyarországon 2020. október 12-tól mutatja be a Nicktoons.
A sorozat egyik alkotója 2021. május 4-én twitteren bejelentette hogy nem készül a második évad.

## Cselekmény
A sorozat Oliver "Olli" Allen, egy tizenhárom éves fiú kalandjait követi nyomon, akinek sötétvörös hátizsákja van narancssárga csíkkal. A hátizsákjában van egy portál, amely lehetővé teszi az univerzum és a Föld közötti utazást. Legjobb barátjaival (Cleóval és Bernie-vel) együtt megvédik a világot a gonosztól.

## Szereplők

### Főszereplők
| Eredeti hang   | Szereplő | Magyar hang                                      |
| -------------- | -------- | ------------------------------------------------ |
| James Hartnett | Ollie    | Baráth István                                    |
| Ana Sani       | Cleo     | Dobó Enikő                                       |
| David Berni    | Bernie   | Berkes Bence (1x14-ig) Szalay Csongor (1x17-től) |

### Mellékszereplők
| Eredeti hang   | Szereplő        | Magyar hang   |
| -------------- | --------------- | ------------- |
| Ned Petrie     | Magna igazgató  | Király Adrián |
| Cory Doran     | Wowski kapitány | Rada Bálint   |
| Naomi Snieckus | June            | Orosz Anna    |
| Leigh Cameron  | Pyper           | Hermann Lilla |
| Mark Little    | André           | Hám Bertalan  |
| Chris Wilson   | Horfer          | Illésy Éva    |

### Magyar változat
- Magyar szöveg: Horváth Anikó
- Hangmérnök: Bogdán Gergő, Salgai Róbert
- Vágó: Bogdán Gergő, Házi Sándor
- Gyártásvezető: Németh Piroska, Bodgán Anikó
- Szinkronrendező: Molnár Ilona
- Produkciós vezető: Koleszár Emőke

További magyar hangok
- Bodrogi Attila – Lucius Van Horn
- Bogdányi Titanilla - Ivy
- Czető Roland – fiú, Dutt
- Juhász Levente – ének
- Kajtár Róbert – Horblasch
- Kereki Anna – Horbla
- Laudon Andrea – Megan
- Molnár Levente – Montgomery
- Nádasi Veronika – Picur őrnagy, Dr. Foster
- Nagy Katalin – Dahlia
- Pál Tamás – Duncan
- Penke Bence – Turner
- Petridisz Hrisztosz - Snazz
- Réti Szilvia – büfés hölgy
- Sági Tímea – tanárnő
- Solecki Janka – Courtney
- Sörös Miklós – Könyvelő
- Szabó Andor – Shadow Monster
- Szokol Péter – Remmy
- Szrna Krisztián – műsorvezető
- Tarr Judit – Buene
- Törköly Levente – Mr. Ogle

A szinkront az SDI Media Hungary készítette

## Epizódok
| Évad | Évad | Epizód | Amerikai sugárzás | Amerikai sugárzás | Amerikai adó | Magyar sugárzás   | Magyar sugárzás  | Magyar adó  |  |
| Évad | Évad | Epizód | Évadpremier       | Évadfinálé        | Amerikai adó | Évadpremier       | Évadfinálé       | Nickelodeon |  |
| ---- | ---- | ------ | ----------------- | ----------------- | ------------ | ----------------- | ---------------- | ----------- |  |
|      | 1    | 26     | 2020. április 6.  | 2021. május 6.    |              | 2020. október 12. | 2021. január 22. |             |  |

## 1. évad (2020-2021)
| #   | #   | Eredeti cím                                     | Magyar cím                                    | Rendezte        | Írta                               | Eredeti premier      | Magyar premier (Nicktoons) |
| --- | --- | ----------------------------------------------- | --------------------------------------------- | --------------- | ---------------------------------- | -------------------- | -------------------------- |
| 1.  | 1.  | The Chosen One...Stinks                         | A kiválasztott büdös                          | Adrian Thatcher | Aaron Eves                         | 2020. április 6.     | 2020. október 13.          |
| 1.  | 1.  | Not Another Superhero Movie                     | Nem egy újabb szuperhősös film                | Adrian Thatcher | Jeff Sager                         | 2020. április 6.     | 2020. október 13.          |
| 2.  | 2.  | New Kid on Campus                               | Az új fiú                                     | Adrian Thatcher | Kyle Dooley                        | 2020. április 7.     | 2020. október 12.          |
| 2.  | 2.  | The Chosen One(s)                               | A kiválasztottak                              | Adrian Thatcher | Joel Buxton                        | 2020. április 7.     | 2020. október 12.          |
| 3.  | 3.  | Lord of the Caf                                 | A suli ura                                    | Adrian Thatcher | Jocelyn Geddie                     | 2020. április 8.     | 2020. október 15.          |
| 3.  | 3.  | Doom for Rent                                   | Rettegés kiadó                                | Adrian Thatcher | Mike Girard                        | 2020. április 8.     | 2020. október 15.          |
| 4.  | 4.  | Sorry to Father You                             | Bocs az apaságért                             | Adrian Thatcher | Jeff Sager                         | 2020. április 9.     | 2020. október 21.          |
| 4.  | 4.  | Race to Sploosh Mountain                        | Irány a Placcs hegy                           | Adrian Thatcher | Mike Girard                        | 2020. április 9.     | 2020. október 21.          |
| 5.  | 5.  | Major Snooch                                    | Picur őrnagy                                  | Adrian Thatcher | Kyle Dooley                        | 2020. április 13.    | 2020. október 12.          |
| 5.  | 5.  | We're With the Band                             | A zenekar                                     | Adrian Thatcher | Mark Satterthwaite                 | 2020. április 13.    | 2020. október 12.          |
| 6.  | 6.  | King Swelly Belly                               | A pocaktágító                                 | Adrian Thatcher | Etan Muskat                        | 2020. április 14.    | 2020. október 20.          |
| 6.  | 6.  | Yard Sale Fail                                  | Garázsvásár                                   | Adrian Thatcher | Mark Purdy                         | 2020. április 14.    | 2020. október 20.          |
| 7.  | 7.  | Cleo for President                              | Cleo-t elnöknek                               | Adrian Thatcher | Mark Satterthwaite                 | 2020. április 15.    | 2020. október 14.          |
| 7.  | 7.  | The Janitor                                     | A gondnok                                     | Adrian Thatcher | Mike Girard                        | 2020. április 15.    | 2020. október 14.          |
| 8.  | 8.  | Charmed and Dangerous                           | Elvarázsolt és veszélyes                      | Adrian Thatcher | Joel Buxton                        | 2020. április 16.    | 2020. október 16.          |
| 8.  | 8.  | Science Unfair                                  | Robotika kiállítás                            | Adrian Thatcher | Kyle Dooley                        | 2020. április 16.    | 2020. október 16.          |
| 9.  | 9.  | Hollie Monitor                                  | A felügyelő                                   | Adrian Thatcher | Kyle Dooley                        | 2020. május 11.      | 2020. október 23.          |
| 9.  | 9.  | Sister Save Me                                  | Ments meg hugi                                | Adrian Thatcher | Adam Pateman                       | 2020. május 11.      | 2020. október 23.          |
| 10. | 10. | Cool Hand Wowski                                | A legjobb mentor                              | Adrian Thatcher | Mike Girard                        | 2020. május 12.      | 2020. október 22.          |
| 10. | 10. | Big Bern                                        | Bernie, az óriás                              | Adrian Thatcher | James Hartnett                     | 2020. május 12.      | 2020. október 22.          |
| 11. | 11. | Getting Oldie With It                           | Öreg ember nem vén ember                      | Adrian Thatcher | Aaron Eves                         | 2020. május 13.      | 2020. december 24.         |
| 11. | 11. | Lil' Baby Ollie                                 | Kicsi Ollie-baba                              | Adrian Thatcher | Matt Baram                         | 2020. május 13.      | 2020. október 31.          |
| 12. | 12. | Ollie Dogs                                      | Ollie-dog                                     | Adrian Thatcher | Nick Flanagan                      | 2020. május 14.      | 2020. október 19.          |
| 12. | 12. | Camp Magna                                      | Magna tábor                                   | Adrian Thatcher | Aaron Eves                         | 2020. május 14.      | 2020. október 19.          |
| 13. | 13. | The Chosening                                   | A Kiválasztott-teszt                          | Adrian Thatcher | Kyle Dooley                        | 2020. június 29.     | 2020. december 16.         |
| 13. | 13. | Crush it Ollie                                  | Ollie és Ivy                                  | Adrian Thatcher | Jocelyn Geddie                     | 2020. június 29.     | 2020. december 16.         |
| 14. | 14. | Ollie Doubles Down                              | Ollie dupláz                                  | Adrian Thatcher | Christine Mitchell                 | 2020. június 30.     | 2020. december 17.         |
| 14. | 14. | The Great Grade Grab                            | A nagy jegycsere                              | Adrian Thatcher | Emer Connon                        | 2020. június 30.     | 2020. december 17.         |
| 15. | 15. | Chancy Rancy                                    | Trükkös Rance                                 | Adrian Thatcher | Aaron Eves                         | 2020. július 1.      | 2020. december 14.         |
| 15. | 15. | The Monsters V. Ollie Allen                     | Szörnyek Ollie ellen                          | Adrian Thatcher | Jeff Sager                         | 2020. július 1.      | 2020. december 14.         |
| 16. | 16. | History of Portshill                            | Portshill története                           | Adrian Thatcher | Jeff Sager                         | 2020. július 2.      | 2020. december 15.         |
| 16. | 16. | Trio's a Crowd                                  | A felesleges harmadik                         | Adrian Thatcher | Kyle Dooley                        | 2020. július 2.      | 2020. december 15.         |
| 17. | 17. | Ollie's Monster Club                            | Ollie szörnyklubja                            | Adrian Thatcher | Aaron Eves                         | 2020. szeptember 21. | 2020. december 18.         |
| 17. | 17. | Ollie's Shadow                                  | Ollie árnyéka                                 | Adrian Thatcher | John Hazlett                       | 2020. szeptember 21. | 2020. december 18.         |
| 18. | 18. | Slice of Life                                   | Egy szelet élet                               | Adrian Thatcher | Ben Joseph                         | 2020. szeptember 22. | 2020. december 21.         |
| 18. | 18. | Goodnight, Sleep Fright                         | Szép rémálmokat!                              | Adrian Thatcher | Kyle Dooley                        | 2020. szeptember 22. | 2020. december 21.         |
| 19. | 19. | Ollie in the House                              | Ollie a házban                                | Adrian Thatcher | Christine Mitchell                 | 2020. szeptember 23. | 2020. december 22.         |
| 19. | 19. | The Ollie Files                                 | Az Ollie akták                                | Adrian Thatcher | Mike Girard                        | 2020. szeptember 23. | 2020. december 23.         |
| 20. | 20. | Sour Power                                      | Savanyú erő                                   | Adrian Thatcher | Ben Joseph                         | 2020. szeptember 24. | 2021. január 18.           |
| 20. | 20. | Birthday Shmirthday: A Cleo Badette Documentary | Szülinapi buli: Cleo Badette dokumentumfilmje | Adrian Thatcher | Jeff Sager                         | 2020. szeptember 24. | 2021. január 18.           |
| 21. | 21. | Nightmare Frightscare                           | Halloween-i rémálom                           | Adrian Thatcher | Etan Muskat                        | 2020. október 17.    | 2020. október 31.          |
| 21. | 21. | Sick Day                                        | Szörnyvírus                                   | Adrian Thatcher | Mike Girard                        | 2021. május 3.       |                            |
| 22. | 22. | Separation Anxiety                              | Szeparációs szorongás                         | Adrian Thatcher | Joel Buxton                        | 2020. december 14.   | 2021. január 18.           |
| 22. | 22. | The Take Over                                   | Hatalomátvétel                                | Adrian Thatcher | Daniel Bryan Franklin              | 2020. december 14.   | 2021. január 18.           |
| 23. | 23. | Release the Hound                               | A véreb                                       | Adrian Thatcher | Charles Johnston                   | 2020. december 15.   | 2021. január 19.           |
| 23. | 23. | Cube is the Loneliest Number                    | A magányos kocka                              | Adrian Thatcher | John Hazlett                       | 2020. december 15.   | 2021. január 19.           |
| 24. | 24. | Unblocking Bernie                               | Bernie válsága                                | Adrian Thatcher | Christine Mitchell                 | 2021. május 4.       | 2021. január 20.           |
| 24. | 24. | Photo Finished                                  | Tuti fotó                                     | Adrian Thatcher | Shawn Kalb                         | 2021. május 4.       | 2021. január 20.           |
| 25. | 25. | Time Warped                                     | Időhurok                                      | Adrian Thatcher | Jeff Sager                         | 2021. május 5.       | 2021. január 21.           |
| 25. | 25. | Inspector Ollie Allen                           | Ollie Allen nyomozó                           | Adrian Thatcher | Lienne Sawatsky és Dan Williams    | 2021. május 5.       | 2021. január 21.           |
| 26. | 26. | Back To The Pack                                | Vissza a tatyóba                              | Adrian Thatcher | Christine Mitchell és John Hazlett | 2021. május 6.       | 2021. január 22.           |

## Gyártás
A sorozat egy miniepizóddal, a Monster Pack címmel kezdődött, amelyet az éves Nickelodeon Animated Shorts Program keretében mutatták be. 2020. március 2-án Nickelodeon bejelentette, hogy a sorozat premierje 2020 áprilisában lesz. Pedro Eboli és Graham Peterson készíti a sorozatot.  A 26 részből álló akció-vígjátéksorozatot a Nelvana készíti. 2020. március 30-án jelentették be, hogy a sorozat premierje 2020. április 6-án lesz.